# Gustav Wyneken

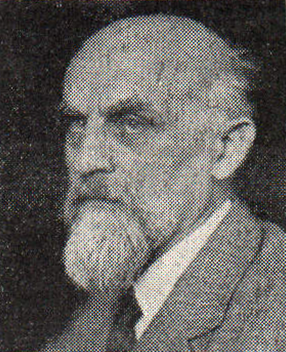
Gustav Wyneken

Gustav Adolf Wyneken (* 19. März 1875 in Stade; † 8. Dezember 1964 in Göttingen) war ein deutscher Reformpädagoge und Gründer der Freien Schulgemeinde Wickersdorf. Eine führende Rolle spielte Wyneken zeitweise in der Jugendbewegung, insbesondere anlässlich des Ersten Freideutschen Jugendtages 1913 auf dem Hohen Meißner. Kurzzeitig gelangte Wyneken nach der Novemberrevolution 1918 in schulpolitische Verantwortung. Bald darauf wurde er, nach Wickersdorf zurückgekehrt, wegen Kindesmissbrauchs mit einer Gefängnisstrafe belegt. Seine anschließenden Versuche, als Pädagoge erneut Einfluss zu gewinnen, scheiterten. Auch als Schriftsteller und Redner gelang ihm späterhin keine Wiederbelebung seiner reformpädagogischen Ideen.

## Leben

### Anfänge als Neuerer im Schulwesen
Wyneken wurde in einem evangelisch-lutherisch geprägten Elternhaus in Stade geboren. Sein Vater Ernst Friedrich Wyneken war Lehrer, ab 1883 Pfarrer in Edesheim (heute Stadtteil von Northeim); auch die Vorfahren der Mutter waren Pfarrer. Von 1894 bis 1897 studierte er Theologie und Philologie in Berlin, ebenso an den Universitäten Halle, Greifswald und Göttingen. 1898 wurde er mit einer Arbeit über Hegels Kritik Kants promoviert. Im Herbst 1900 heiratete er die Lehrerin Luise Margaretha Dammermann (1876–1945), genannt Lisbeth, mit der er einen Sohn, Wolfgang Günther (1901–1902), und eine Tochter, Ilse Irene (1903–2000), bekam. Beim dritten Kind, Annemarie Elisabeth Wyneken (1906–1942), genannt Anne, bestritt er die Vaterschaft, musste aber für dessen Unterhalt aufkommen. 1906 trennte sich das Ehepaar, 1910 ließ es sich scheiden. Von 1900 bis 1906 arbeiteten Wyneken und seine Ehefrau als Lehrer in den Landerziehungsheimen Ilsenburg und Haubinda; dort war er Mitarbeiter von Hermann Lietz, mit dem er sich aber überwarf.
1906 war er Teil einer Gruppe „pädagogischer Rebellen“ um Rudolf Aeschlimann, Paul Geheeb, August Halm und Martin Luserke, welche die Freie Schulgemeinde in Wickersdorf bei Saalfeld im Thüringer Wald gründete. Als Ziel setzte man sich die Erneuerung des Schulwesens. Dieses reformpädagogische Projekt sollte der Idee der Erziehung als Formung des Menschen im Sinne einer Weltanschauung dienen. Für Wyneken ging es um eine Neubestimmung des Lehrer-Schüler-Verhältnisses. Dieses sollte auf Kameradschaft und Führertum basieren. Er öffnete die Schule für Koedukation und Sexualerziehung. Im Gegensatz zum christlich geprägten Unterricht in herkömmlichen Schulen legte der Atheist Wyneken einen inhaltlichen Schwerpunkt auf die künstlerische, besonders die musische Erziehung. Bemerkenswert war der große Anteil jüdischer Schüler, die aber von Wyneken skeptisch betrachtet wurden. Die jüdische Schülerschaft „verursache eine gewisse Einseitigkeit und senke das Niveau der körperlichen Tüchtigkeit“. Schülermitbestimmung bekam im Rahmen der Schulgemeinde einen wichtigen Stellenwert. 1909 verließ Geheeb Wickersdorf im Streit mit Wyneken.
Das Schulprojekt wurde von konservativer Seite wegen seiner Neuerungen angefeindet. 1910 wurde Wyneken vom Ministerium entlassen. Er erhielt aber weiterhin seinen Einfluss auf Wickersdorf aufrecht, z. B. über die seit 1913 erscheinende Jugendzeitung der Schulgemeinde Der Anfang, die durch Schmähungen immer wieder für Aufsehen sorgte. Ab 1910 war er Vorsitzender des Bundes für freie Schulgemeinden und Herausgeber von dessen Zeitung. Er versuchte auch, eine neue Schule oder aber eine „Jugendburg“ zu gründen und sich damit ein Feld für seine pädagogischen Ideen zu schaffen.
1913 veröffentlichte er die Schrift Schule und Jugendkultur, in der er die in Wickersdorf entwickelte Praxis metaphysisch begründete. Demnach gäbe es einen objektiven Geist, in dem die Menschheit im Denken zum Bewusstsein ihrer selbst käme. Jeder Mensch sei somit eine von vielen „Brechungen“ dieses einen Geistes. Dienst an ihm sei der Sinn des Lebens und damit auch die Aufgabe aller Erziehung. Da die Kunst unmittelbarer Ausdruck für den Glauben an diesen Geist sei, legte er großen Wert auf musische Erziehung, einschließlich des Laienspiels. Organisatorisch schlug er für alle Schulen eine so genannte „Schulgemeinde“ vor, die dem Zweck der Aussprache zwischen Schülern und Lehrern, nicht jedoch der demokratischen Entscheidungsfindung dienen sollte.

### Reformpädagogische Leitfigur der Jugendbewegung
Mit seinen pädagogischen Ansätzen beeinflusste Wyneken als Erwachsener die aufkommende Jugendbewegung, zu der er ab 1912 in Verbindung stand. Wyneken kreierte den Begriff der „Jugendkultur“ gegen die Unterwürfigkeit der wilhelminischen Zeit wie auch gegen Schule und Familie. Er beeinflusste 1913 die Vorformulierung der „Meißner-Formel“ des Ersten Freideutschen Jugendtages auf dem Hohen Meißner, war aber letztlich vom Resultat nicht begeistert. Auch hier kam es zu Spannungen, da Wyneken einen Führungsanspruch stellte, was von vielen Gruppen des Jugendtages abgelehnt wurde.

In einer Anfang 1913 erschienenen Publikation hatte Wyneken dem Wandervogel bescheinigt, die Hälfte des Weges zu einer vollwertigen Jugendkultur geschafft zu haben: 

„Es ist recht und gut, ja eine notwendige Tat, wenn der Wandervogel der Jugend sozusagen die Schule abgewöhnt, ihr abgewöhnt, in der Schule ihre Welt zu sehen, aber es ist nicht das letzte Ziel. […] Die andere Hälfte der Jugendemanzipation besteht in der Neugestaltung der Schule zur eigentlichen Stätte des Jugendlebens und der Jugendkultur. […] Es mag den Vertretern des Wandervogels vielleicht kühn erscheinen, wenn wir unsere kleine Schule und unseren wenige hundert Köpfe zählenden Bund ihrer großen Bewegung mit ihren Tausenden von Anhängern koordinieren. Aber ganz abgesehen von der Sympathie der Vielen rings im Lande, die auch wir uns erworben haben, glauben wir doch durch die Gedankenarbeit, die unser Schulsystem verkörpert und die bei uns nicht stille steht, so viel für die Jugend geleistet zu haben, daß es für sie Zeit wird, sich nach uns umzusehen.“

Kritik an der Wandervogelbewegung übte Wyneken hinsichtlich eines nur oberflächlichen Bemühens um Kunst und Kultur. Man habe in Lied und Tanz einen Ausdruck jugendlichen Frohsinns gefunden, sich damit aber auch bereits zufriedengegeben und habe es sich wohl sein lassen. Die ganze künstlerische Einstellung des Wandervogels sei auf bloßen Stimmungsgenuss gerichtet, „und zwar auf einen ziemlich bequemen und billigen. […] Es ist eben tatsächlich nicht möglich, das Wesen der Kunst in seiner ganzen Heiligkeit in den jungen Seelen aufleuchten zu lassen und daneben ihnen allerlei Splitter und Abfälle der Kunst zu beliebigem Spiel und Genuß zu überliefern.“ Anders als die Wandervögel nehme die Wickersdorfer Schulgemeinde in der Kunstaneignung auch ein mit Entbehrungen verbundenes ernsthaftes und gründliches Arbeiten auf sich.

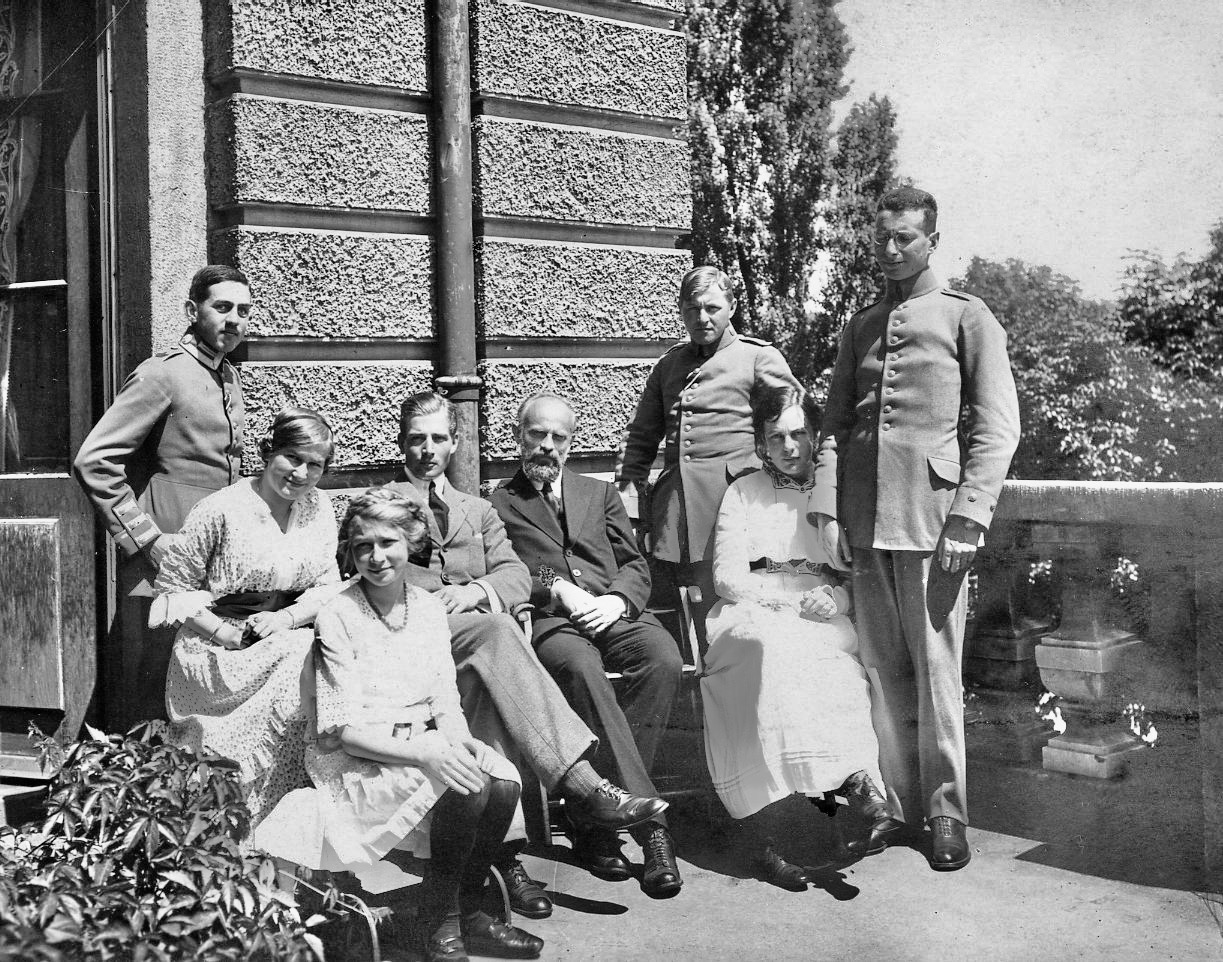
Gustav Wyneken (5. v. links) mit Paul Reiner und dessen Ehefrau Anna Sara, geb. Hochschild (6. + 7. von links), um 1917

Wyneken stand im Austausch mit freidenkenden Intellektuellen wie Walter Benjamin (der sein Schüler war), Max Kommerell, Magnus Hirschfeld, Siegfried Bernfeld oder Martin Buber. Er war auch mit dem Naturpropheten Gusto Gräser befreundet. Nach einem im Herbst 1914 gehaltenen Vortrag „Der Krieg und die Jugend“, in dem Wyneken den Krieg als ethisches Erlebnis feierte, sagte Benjamin sich von ihm los und bezichtigte ihn des Verrats an seinen eigenen Ideen. 1918 war Wyneken kurzzeitig in Bayern und Berlin im Kultusministerium beschäftigt und für mehrere Erlasse für die Erneuerung der Schule verantwortlich (Schülermitbestimmung, Organisationsrechte und Aufhebung des Religionszwangs). Für den sozialdemokratischen preußischen Kultusminister Konrad Haenisch verfasste er einen Aufruf an die Jugend zur Schaffung einer neuen Schule, frei von Unterwürfigkeit, gegenseitigem Misstrauen und Heuchelei. Die Schülermitverantwortung sollte durch Wahlen und die Bildung von Schülerräten gefördert werden. Widerstände dagegen gab es nicht nur im Lehrkörper, der überwiegend von anderen Erziehungszielen und -methoden geprägt war, sondern auch bei den zu neuem Denken und Handeln aufgerufenen Jugendlichen:

„Die große Mehrheit der jungen Menschen selber verhielt sich entweder gleichgültig oder aktiv feindselig. Wahlen, wie sie der Minister vorgeschlagen hatte, fanden in ein paar Großstädten statt, und häufig blieb dabei die Mehrheit der Abstimmung fern. […] Wynekens Reformen waren für jeden, der an die starke Autorität glaubte, unannehmbar; und das hieß, für die Mehrheit der Deutschen. Selbst von seinen liberalen und sozialistischen Kollegen erhielt Wyneken nicht die Unterstützung, die er sich erhofft hatte. Nach einigen Wochen musste er seinen Posten zur Verfügung stellen.“

### Sexueller Missbrauch

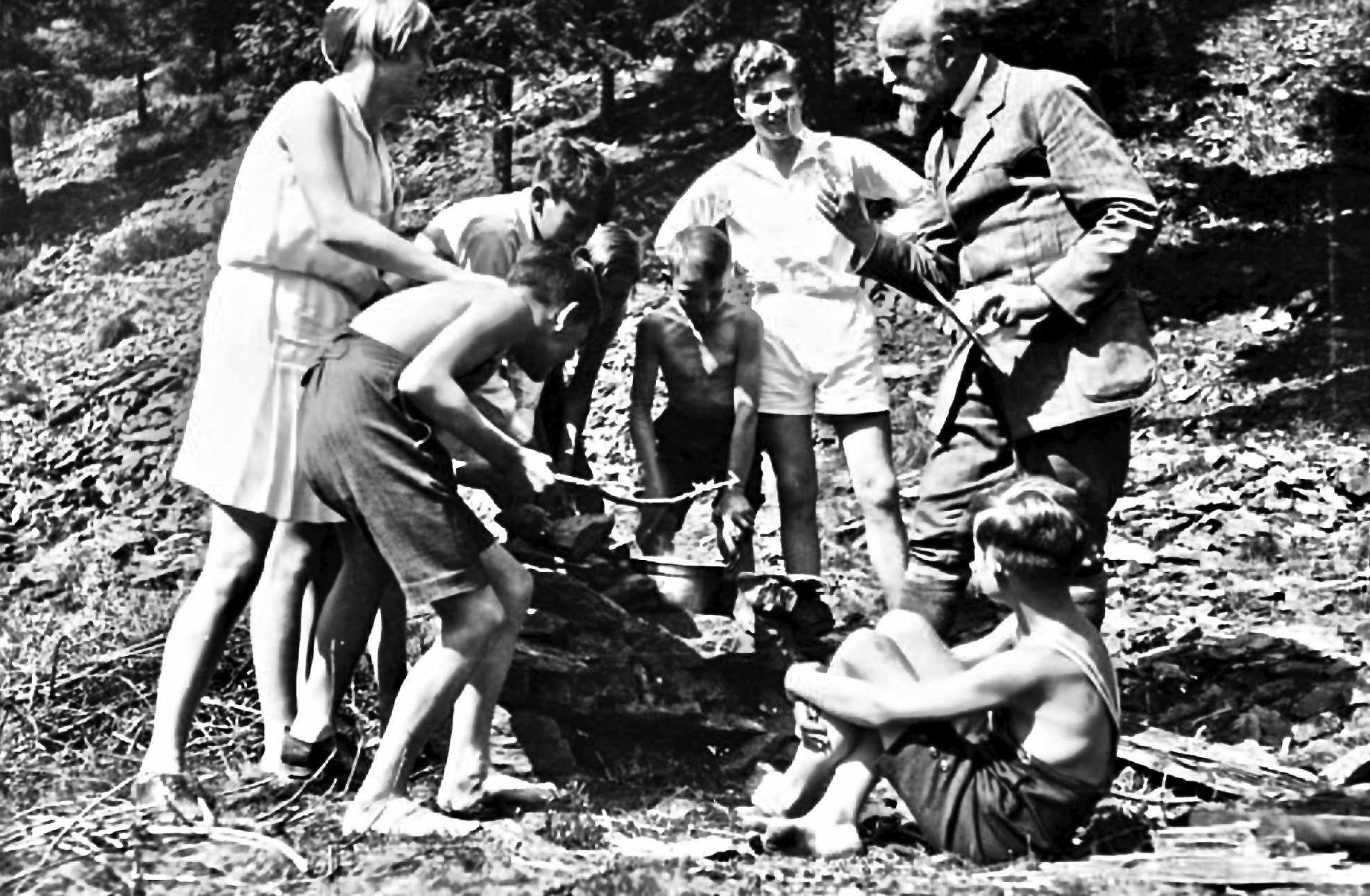
Gustav Wyneken (rechts) mit Schülern der Freien Schulgemeinde aus Wickersdorf, um 1925

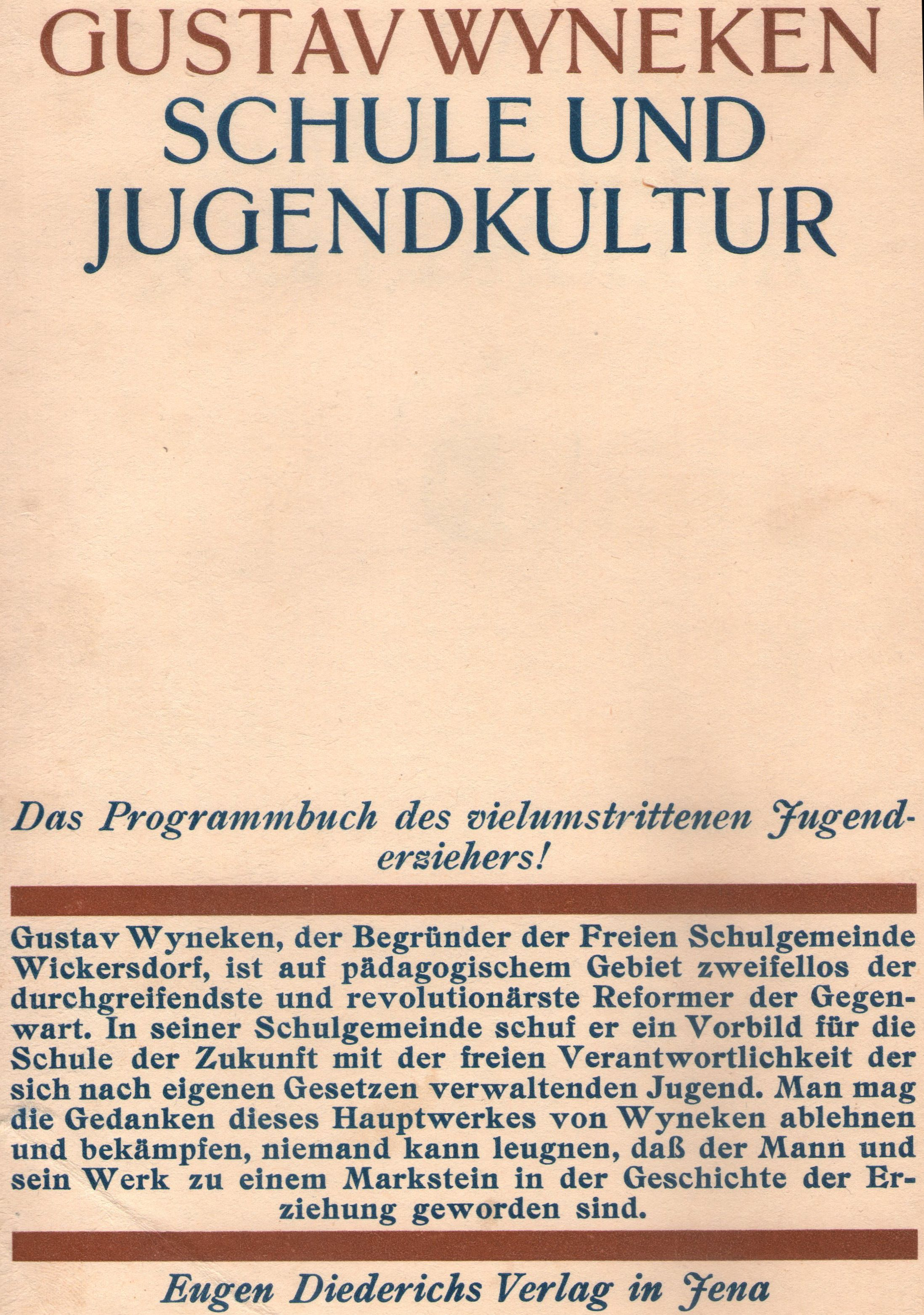
Gustav Wyneken: Schule und Jugendkultur – Aufmacher: „Das Programmbuch des vielumstrittenen Jugenderziehers!“ (Schutzumschlag), Jena 1928

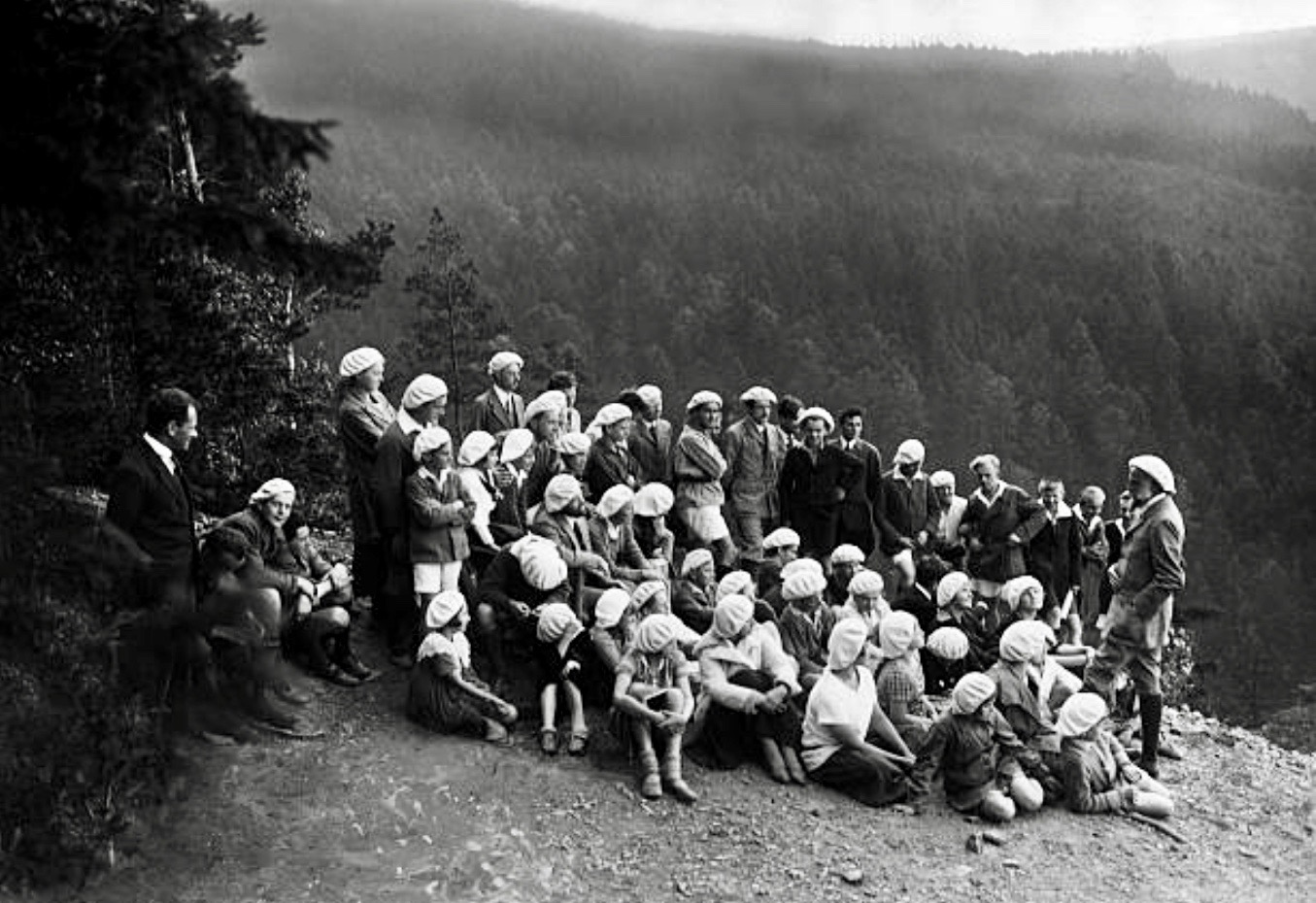
Gustav Wyneken (rechts) bei einer Wanderung mit Schülern und Kollegen durch den Thüringer Wald, 1931

1919 wurde Wyneken wieder Leiter in Wickersdorf. Dort sah er sich bald Vorwürfen des sexuellen Missbrauchs an zwei Schülern ausgesetzt und musste den Dienst 1920 quittieren. Der Tatbestand, den Wyneken auch einräumte, trug sich auf einer mehrtägigen gemeinsamen Pfingstwanderung zu. Wyneken hatte einen 12-jährigen Jungen und einen 17-Jährigen „in völliger Nacktheit umarmt und geküßt“. Diese Vorgänge kamen auf Betreiben eines Hilfslehrers vor Gericht. Dieser hatte Wynekens Verhalten als sexuellen Missbrauch angesehen und ihn beschuldigt, die beiden Schüler und auch andere zum homosexuellen Geschlechtsverkehr missbraucht zu haben. In dem 1921 gegen ihn geführten Prozess wurde in zweiter Instanz auf Antrag der Verteidigung ein Freund Wynekens, der Schriftsteller und Propagandist der These von „heroischen Männerbünden als Grundlage des Staates“ Hans Blüher, als Sachverständiger geladen, der Wyneken entlasten sollte. Einem Zeitungsbericht zufolge attestierte er Wyneken eine „schicksalhafte“ Beziehung zu den Jungen des eigenen Geschlechts, in der sich mehr Erotik äußere als in einem „väterlich-onkelhaften Verhältnis“, so im Kuss, in Umarmungen und bestimmten Zärtlichkeiten. Mit homosexueller Veranlagung und Wollust habe das aber nichts zu tun. Wyneken, der 1921 den Essay Eros zu seiner Verteidigung veröffentlichte, beschwor den „pädagogischen Eros“ als auf den Ideen der griechischen Antike über die Knabenliebe beruhend. Das Gericht verurteilte ihn dessen ungeachtet wegen sexuellen Kindesmissbrauchs zu einem Jahr Gefängnis; im Revisionsverfahren wurde das Urteil im Oktober 1922 bestätigt. Der Fall wurde deutschlandweit kontrovers diskutiert. Werner Helwig berichtet von einem Solidaritätstreffen des Nerother Wandervogels, das von etwa 300 Jungen und Mädchen besucht wurde. Dazu wurde eine Grußbotschaft Wynekens verlesen, in der er schrieb:

„Euer Eintreten für mich macht mich stolz und glücklich. Wichtiger, als daß mir geholfen werde, ist, daß Jugend Treue hält. Ihr könnt nicht wissen, ob ich im Sinne des Gesetzes schuldig oder unschuldig bin. Euer Entschluß, mir die Treue zu halten und diese Treue öffentlich zu bekennen, muß von allen juristischen «Tatbeständen» und Urteilen unabhängig sein. Ja, vielleicht muß er sogar von den Satzungen und Wertungen des geltenden Sittengesetzes unabhängig sein. […] Wir müssen uns auf einer höheren Ebene begegnen als Strafrecht und bürgerliche Moral. Daß in entscheidenden Stunden Männer, die die allmächtige Zeit und das ewige Schicksal dazu beruft, taub sein müssen für die Drohung des Strafgesetzes und sogar für die anerkannten Forderungen des Sittengesetzes, daß sie von ganz woanders her den Maßstab ihres Handelns nehmen, aus tieferem Quell schöpfen müssen als aus dem Tagesbewußtsein der Menge – daß nur so die Taten geschehen können, die immer wieder geschehen müssen, wenn die Welt nicht ersticken soll – das ist eine Wahrheit, die wir in der Dichtung bejubeln und im Leben unterdrücken.“

Wyneken wurde bereits am 23. April 1923 im Rahmen einer Amnestie aus der Haft entlassen. In der Folgezeit lebte er als Schriftsteller. Nach der Ermordung Walther Rathenaus 1922 regte er Erziehungsmaßnahmen gegen den aufkommenden Nationalsozialismus an. 1925 wurde ihm gestattet, als Wirtschaftsleiter in Wickersdorf weiter zu arbeiten; er durfte jedoch nicht unterrichten. Trotzdem hatte er einen großen Einfluss auf die Einrichtung, was zu Spannungen führte. 1931 kam es erneut zu einem Missbrauchs-Vorwurf gegen Wyneken, der nun endgültig Wickersdorf verlassen musste und mit dem betroffenen Zögling nach Berlin ging. Öffentlich äußerte er sich zur Abschaffung der § 175 und 218 und einer freien Sexualität des Individuums. 1934 übersiedelte er nach Göttingen.

### In der NS-Zeit und danach
In der Zeit des Nationalsozialismus und noch einmal nach dem Zweiten Weltkrieg versuchte Wyneken vergeblich, eine neue Anstellung als Pädagoge zu finden. In seinem 1940, in zweiter, unveränderter Auflage 1947 veröffentlichten Buch Weltanschauung vertrat er offen rassistische Positionen:

„Die letzten Zusammenballungen innerhalb der Menschheit werden, soweit wir das jetzt voraussehen können, die großen Rassen sein, und zwischen ihnen wird die Entscheidungsschlacht geschlagen werden. Wir wünschen uns die Weltherrschaft der weißen Rasse.“

Auch antisemitische Äußerungen lassen sich bei Wyneken finden. So beklagte er sich über den „beständig zunehmende(n) Bestand der jüdischen Rasse am Bestand der Schülerschaft“. Unmittelbar nach Kriegsende gründete Wyneken in Göttingen eine „weltanschauliche Arbeitsgemeinschaft“, in der er allwöchentlich Vorträge hielt.
Einfluss auf die Neugestaltung des Bildungswesens zu nehmen, gelang ihm nicht mehr. 1944 verfasste Wyneken seine Kritik der Kindheit: der Versuch einer Lebensbilanz und ein Rechtfertigungsversuch in Bezug auf die Missbrauchsvorwürfe zugleich. Der Text blieb bis 2015 unveröffentlicht.
Die Chance, 1946 erneut die Leitung von Wickersdorf zu übernehmen, verspielte er durch überzogene Ansprüche. Auch seine Versuche, als Redner und Schriftsteller reformpädagogische Ideen wiederzubeleben, scheiterten. 1963 erschien mit Abschied vom Christentum noch ein längerer Text, in dessen Untertitel in der späteren Taschenbuchausgabe Wyneken als „Nichtchrist“ bezeichnet wird. Er starb am 8. Dezember 1964 in Göttingen.
Wyneken war nicht nur wegen seiner pädagogischen Ansätze unter Zeitgenossen umstritten. Als charismatische Persönlichkeit kam er immer wieder in Konflikt mit anderen Pädagogen, mit Behörden und auch mit Eltern, die ihm vorwarfen, dafür verantwortlich zu sein, dass ihre Kinder sich von ihnen abwendeten.

## Schriften
- Schule und Jugendkultur. Jena 1913. 2. Aufl. Jena 1914.
- Die neue Jugend. Ihr Kampf um Freiheit und Wahrheit in Schule und Elternhaus, in Religion und Erotik. München 1914.
- Der Kampf für die Jugend. Gesammelte Aufsätze. Jena 1920.
- Der europäische Geist. Gesammelte Aufsätze über Religion und Kunst. 1921
- Eros. Lauenburg 1921.
- Wickersdorf. Lauenburg (Elbe) 1922.
- (Hrsg.): Des Laotse Tao Te King. Deutsch von F. Fiedler. Hannover 1922.
- Weltanschauung. Reinhardt, München 1940; 2., unveränderte Auflage: Erasmus Verlag, München 1947.
- Musikalische Weltanschauung. Erasmus Verlag, München 1948.
- Abschied vom Christentum – Religion, Christentum, Bibel, Anfänge und anderes. München 1963.
  - als TB: Abschied vom Christentum. Ein Nichtchrist befragt die Religionswissenschaft. Reinbek 1970.
- Freie Schulgemeinde Wickersdorf. Kleine Schriften (= Pädagogische Reform in Quellen, Bd. 4). Hrsg. von Ulrich Herrmann. Jena 2006, ISBN 3-938203-41-2.
- Gustav Wyneken. Chronik einer großen Freundschaft. Erich Ebermayer, Quellen und Beiträge zur Geschichte der Jugendbewegung. Verlag Dipa, 1969.
- Kritik der Kindheit. Eine Apologie des „pädagogischen Eros“ (Quellen und Dokumente zur Geschichte der Erziehung). Herausgegeben und kommentiert von Petra Moser und Martin Jürgens, mit einem Vorwort von Jürgen Oelkers. Bad Heilbrunn 2015, ISBN 978-3-7815-2037-0.

### Zeitschriftenbeiträge (Auswahl)
In: Der sozialistische Arzt
- Stimmen gegen den § 218. 7. Jg. (1931), Heft 4 (April), S. 104 (Digitalisat).
- Marxismus – ewig? In: Die Andere Zeitung, Hamburg 1958, Nr. 10 vom 6. März 1958, S. 11–12.